# Revolución de Embda

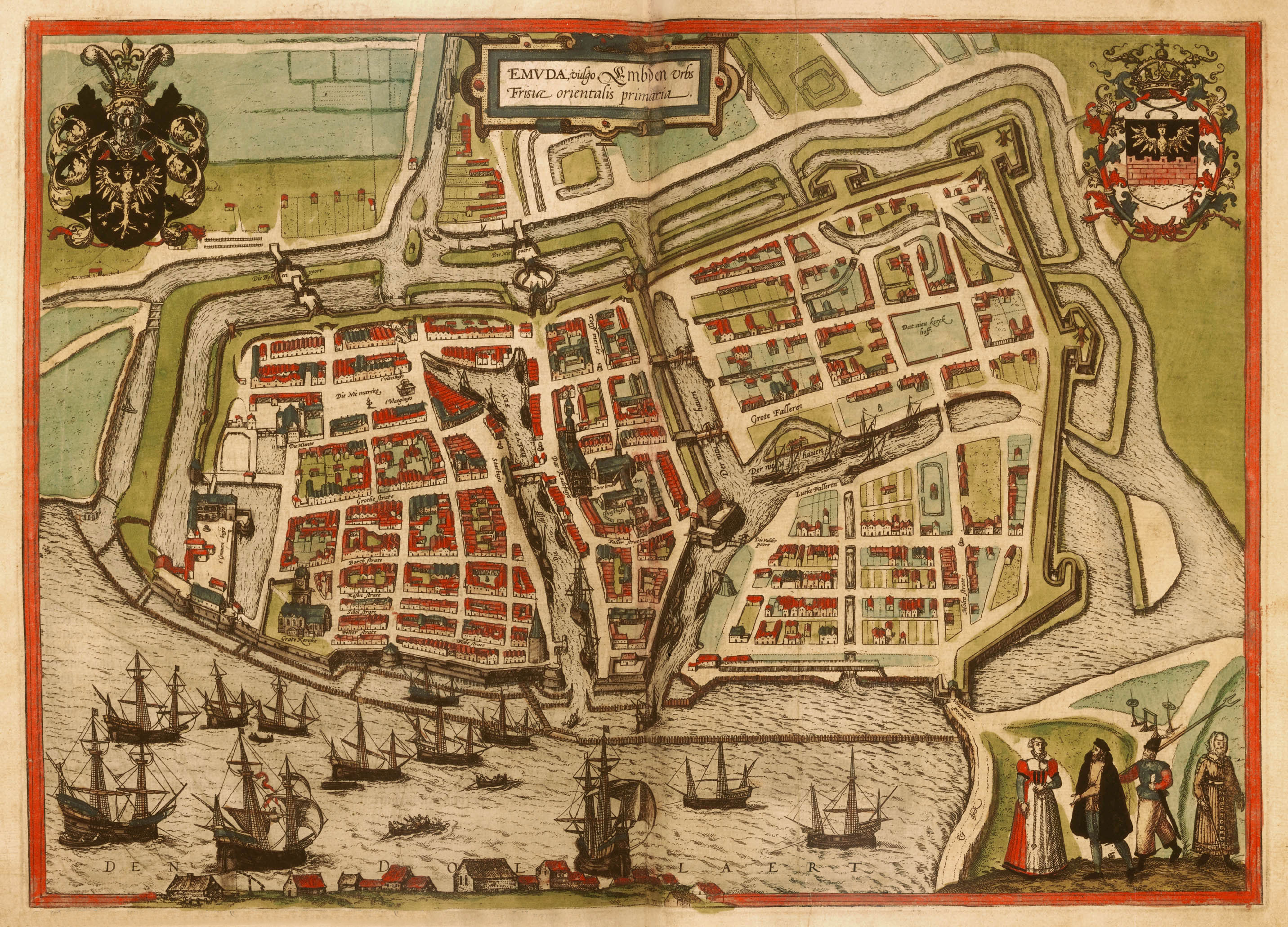
Emden in 1575

La revolución de Embda o Emden tuvo lugar el 18 de marzo de 1595 y marcó el inicio del estatus de Emden, capital y principal ciudad del Condado de Frisia Oriental como ciudad estado autónoma.
En 1595, después de que el conde Edzardo II aumentara varias veces la presión fiscal y aprobara nuevas leyes, sin tener en cuenta sus efectos sobre los ciudadanos de Embda, los ciudadanos se rebelaron. Destituyeron al consejo municipal nombrado por Edzardo II y ocuparon el castillo del conde. Edzardo II se vio obligado a trasladar su residencia a Auríaco. En virtud del Tratado de Delfzijl del 15 de julio de 1595, Edzardo tuvo que renunciar a la mayoría de sus derechos en Embda.

## Contexto
A finales del siglo XVI, Embda acogió a muchos refugiados calvinistas de los Países Bajos Españoles y se convirtió en una gran ciudad portuaria de importancia gracias tanto a los comerciantes flamencos que tenían ya experiencia en comercio internacional, y debido a la intermitencia de los bloqueos españoles en Holanda y los bloqueos holandeses en Flandes.  Embda se convirtió en un importante punto de transbordo para las importaciones de grano a Westfalia. Al mismo tiempo, la integración de los refugiados calvinistas marcó religiosamente a la sociedad de Frisia Oriental.
Tras la tregua de Amberes de 1609 entre España y los Países Bajos rebeldes, se levantaron los bloqueos portuarios y muchos refugiados regresaron a sus hogares.  Esto provocó una depresión económica en Embda.
Al mismo tiempo, surgieron tensiones entre la ciudad frisona de Emda y la administración condal de Edzardo II.  El verdadero motivo eran los impuestos arbitrarios del conde.  Las tensiones ese convirtieron en un auténtico conflicto religioso.  La madre de Edzardo, Ana de Oldemburgo, había abolido la primogenitura en 1558, y decretó que el gobierno del condado fuera dirigido conjuntamente por sus tres hijos, Edzardo, Cristóbal y Juan.  El objetivo de este decreto era probablemente frenar la influencia de la Casa de Vasa y del Imperio Sueco en el condado.  Esta influencia se basaba en el matrimonio entre su hijo mayor Edzardo y Catalina Vasa, la hija mayor del rey Gustavo I de Suecia.  Esto provocó una división religiosa en el condado, ya que Juan, como su madre y la mayoría de los ciudadanos de Embda, eran calvinistas mientras que Edzardo era luterano.
El conde Juan era muy popular en la ciudad, porque era un destacado defensor de la Iglesia Reformada en la familia de los condes.  Las cosas cambiaron tras la muerte de Juan en 1591. Menso Alting, vicario reformado en la Iglesia Mayor, se convirtió en un destacado opositor a las ambiciones de poder del conde Edzardo II. Alting tuvo una gran influencia en la implantación de un calvinismo en forma y ordenado en la ciudad.  Intentó crear una Unión Protestante de carácter muy militante como defensa contra la Contrarrevolución. Esto lo involucró en el conflicto entre los Países Bajos y España, así como en el conflicto entre los estados de Frisia Oriental y los condes luteranos Edzardo II y Eno III. 
Alting utilizó hábilmente la presión impositiva creciente de Edzardo II para incitar a la población de Embda a actuar contra la autoridad condal. Edzardo II pidió entonces ayuda al emperador.  El 21 de enero de 1594, el emperador emitió un decreto contra los estados de Frisia Oriental y contra algunos ciudadanos de Embda, en el que se les pedía:
- Que reconocieran al conde como su gobernante
- Pacificar la ciudad
- Entregar el ayuntamiento al conde
- Dejar de reunirse
- Disolver el Colegio de los Cuarenta.

Este llamamiento del emperador animó a los ciudadanos de Embda a rechazar la autoridad del conde. Era evidente que había perdido su autoridad, y esto desencadenó la revolución.

## Revolución

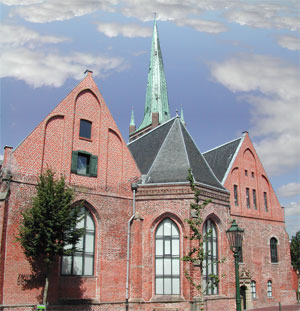
La antigua Iglesia Mayor de Embda, hoy Biblioteca Juan a Lasco

El 18 de marzo de 1595, muchas personas se reunieron en la Iglesia Mayor.  Menso Alting los incitó con un sermón.  A continuación, Gerardo Bolardo, miembro del Colegio de los Cuarenta, pronunció un apasionado discurso en el que pidió el derrocamiento del conde. Se repartieron armas y la multitud se dirigió al ayuntamiento. Ocuparon las murallas y diversos lugares estratégicos de la ciudad.  Siguiendo el ejemplo de otras ciudades, se crearon 21 compañías civiles (más tarde 23).  Cada compañía estaba dirigida por un capitán, un teniente y un alférez. Estos 21 capitanes y los cuatro intendentes del distrito de Embda formaron la "Cámara de Guerra Civil".  Así nació la milicia de la ciudad.
Alarmado por las noticias procedentes de Embda, Edzardo II envió a su secretario a la ciudad para tantear el terreno.  Animados por la aparente falta de poder de Edzardo, los ciudadanos destituyeron al alcalde condal el 24 de marzo de 1595.  El Colegio de los Cuarenta elegido por los ciudadanos se hizo con el poder y nombró cuatro nuevos alcaldes y ocho síndicos. Edzardo envió entonces a su canciller a La Haya para preguntar a las autoridades holandesas cuál era su posición en el conflicto. El 2 de abril de 1595, los holandeses se ofrecieron a mediar. Mientras tanto, el conflicto se recrudeció en la península de Frisia Oriental. El 2 de abril, los ciudadanos asaltaron el castillo y demolieron parte éste por el lado de la ciudad.  Esto obligó a Edzardo a trasladar su residencia a Auríaco. La marina mercante de la ciudad recibió órdenes de vigilar los movimientos de tropas en la zona y patente de corso para atacar a los barcos que portaran la bandera condal si era necesario. La reacción de Edzardo demostró su falta de poder. Ofreció a los Estados Generales de los Países Bajos unirse a los Países Bajos como su octava provincia a cambio de apoyo militar. Estacionó tropas en el Cabo de Knock, al oeste de Embda, y les ordenó disparar a los barcos que pasaran.
Los ciudadanos de Embda pidieron ayuda a los Estados Generales. Los Países Bajos enviaron un refuerzo de 1,000 hombres a la ciudad.  El conde no vio otra opción que empezar a negociar con la ciudad.  El 7 de noviembre de 1595 se firmó en Delfzijl un tratado de paz entre la ciudad, el conde y los Estados.
La paz duró poco. Las tensiones volvieron a aumentar y en 1600 estalló la guerra entre la ciudad de Embda y los Estados Generales, por un lado, y el conde Eno III y las zonas rurales del condado, por otro. El 4 de octubre de 1602 comenzó una batalla cerca del baluarte de Logum, que Eno había construido. La batalla se prolongó hasta el 14 de octubre y fue ganada por la ciudad. 
Como la batalla había demostrado claramente las relaciones de poder en Frisia Oriental, Eno III pasó a la clandestinidad hasta febrero de 1603. Mientras estuvo escondido, la ciudad mantuvo la soberanía sobre Frisia Oriental y recaudó impuestos.
En febrero de 1603, Eno III se presentó en La Haya. La ciudad de Embda envió entonces representantes a los Estados Generales para llevar a cabo negociaciones, que desembocaron en el Acuerdo de La Haya del 8 de abril de 1603. El acuerdo confirmó la anexión por Embda de sus suburbios. La ciudad recibió la soberanía fiscal con los límites de la ciudad, y el magistrado de la ciudad se convirtió en soberano en asuntos militares. Esto significaba que la ciudad se convertía de facto en una ciudad imperial libre. La ciudad tendría una guarnición permanente de 600 a 700 hombres, financiada por los estados de Frisia Oriental. El comandante de esta guarnición sería un holandés, que no había servido anteriormente ni al conde ni a la ciudanía.
Fueron negociaciones desiguales. Eno III sólo participó porque los Estados Generales amenazaron con la guerra si no lo hacía. Tras vacilar un poco, firmó el acuerdo el 8 de abril de 1603.

## Consecuencias
La revolución liberó a Embda del reinado de la Casa de Cirksena.  Embda se convirtió en un satélite de los Países Bajos y de facto en una ciudad imperial libre.  La ciudad se enorgullecía de este estatus y, en adelante, firmaba todas sus publicaciones oficiales con S.P.Q.E.. ("Senado y pueblo de Emda"), según el modelo Romano.  La ciudad y la parte suroccidental reformada de Frisia Oriental estrecharon lazos con la iglesia reformada de los Países Bajos.  Durante el siglo XVII, el holandés era la lengua preferida para la administración pública, el comercio y el diario hablar de los ciudadanos más destacados de Embda.
Entre 1604 y 1638 Juan Altusio fue síndico y presbítero de la Ciudad, trabajando fuertemente en la cátedra reformada y en el desarrollo jurídico de la ciudad.
Con el Tratado de Greetsiel se estipulaba que en Embda sólo podría enseñarse la doctrina cristiana reformada y no otra, fuera romana o luterana.
La ciudad, sin embargo, fue anexada por el Reino de Prusia en 1744, gracias al desarrollo comercial de la ciudad en ella se estableció la Real Compañía Prusiana Asiática en Embda a Cantón y China. Esta Compañía, exitosa al principio y que estaba catapultando a Embda a ser uno de los puertos más importantes del Mar del Norte, quebró en 1757 cuando los franceses capturaron la ciudad durante la Guerra de los Siete Años.